# East Orange
East Orange è un comune degli Stati Uniti d'America, nella Contea di Essex, nello Stato del New Jersey.